# Rhytiphora argus
Rhytiphora argus är en skalbaggsart som först beskrevs av Francis Polkinghorne Pascoe 1867.  Rhytiphora argus ingår i släktet Rhytiphora och familjen långhorningar. Inga underarter finns listade i Catalogue of Life.